# Nanninus
Nanninus (ook Nannenus, of Naniemus) was een militaire commandant die actief was in het laat-Romeinse leger onder meerdere Romeinse keizers.
In 370 vocht Nanninus als comes rei militaris onder keizer Valentinianus I (364-375) tegen de Saksen. In 378 versloeg hij onder keizer Gratianus (367-383), samen met Mallobaudes, de Lentienses, een groep Alamanni, in de Slag bij Argentovaria. Er wordt gesuggereerd dat hij in die tijd comes utriusque Germaniae was, aangezien hij dezelfde rang had als Mallobaudes. Nadien diende Nanninus onder keizer Magnus Maximus (383-388) en versloeg hij de Franken. Ook diende hij als bewaker van Magnus' zoon Flavius Victor.